# Simfonija broj 6 (Gustav Maler)
Šesta simfonija u a-molu je Simfonija koju je napisao Gustav Maler tokom 1903. i 1904. Revidirana je 1906, a tada i premijerno izvedena u Beču pod dirigentskom palicom samog kompozitora.

## Kompozicija
Rad na ovoj kompoziciji i njeno premijerno izvođenje dogodili su se ubrzo nakon što je premijerno izvedena veoma potresna kantata za mecosopran (ili bariton) i orkestar „Pesme umrloj deci“, što se tematski oseća u trećem stavu. Zbog toga je Simfonija i nazvana Tragičnom iako se sam Maler, bar sudeći po svim raspoloživim zvaničnim podacima, nikada sa tim nazivom nije složio. Po tonu prvog stava, ali i drugog, šesta simfonija bi se pre mogla nazvati „Vojničkom“ nego „Tragičnom“. Na to upućuje čak i za Malera velika upotreba doboša u prvom stavu i motorika koračnica. Koncipirana je u četiri klasična, ali kolosalna stava, potpuno je instrumentalna i traje 1 sat i 27 minuta. Najduža je Malerova simfonija posle Treće, a središnja je u Malerovoj zreloj instrumentalnoj trilogiji, čije bočne delove čine petostavačne i strukturalno slične, Peta i Sedma simfonija.

## Karakteristike
Prvi stav je Allegro energico. Početak čini odlučna marševska prva tema, koja postaje i osnova ovog kolosalnog sonatnog stava. Ostala dva stava (Skerco i Andante) ove pomalo krute, ali nikad oštre simfonije predstavljaju nove poglede na stare „Rikert” preokupacije. Drugi stav je Skerco, sa oznakom „Wuchtig“. U klasičnoj trodelnoj A-B-A šemi, žustar pokret se nastavlja, samo sada u tamnijim tonovima. Treći stav, Andante moderato, sa reminiscencijama na „Pesme umrloj deci“. Finalni stav je i najduži deo simfonije, traje 30 minuta i najpre ga počinje uvodni Largo, kao prelaz iz trećeg stava, a zatim sledi burni, marševski Allegro moderato, koji u dva navrata postupno nabujava, dostiže kulminaciju sa snažnim udarom timpana i velikog bubnja, a na kraju, iznenadno stišavanje koje okončava simfoniju. Ovo finale se može vrednovati kao važno, jer su motivi koji ga čine iskorišćeni i u budućoj filmskoj muzici koja će u Americi nastati tek četrdeset godina kasnije. Majkl Kenedi, pisac knjige o Maleru kaže da je uzrok tome što u Finalu melodija i njena harmonska supstanca kao da su nastajale odjednom i izgledaju nerazdvojne.

## Izvođači
- Filharmonija orkestar iz Londona, dirigent Đuzepe Sinopoli
- Orkestar Holandske Filharmonije, dirigent Hartmut Henhen
- Bečka Filharmonija, dirigent Pjer Bulez

## Spoljašnje veze
- Gatalica, Aleksandar. Bolesni kosmos divnih ideja : Gustav Maler, jedan vek kasnije.[мртва веза] Povelja. - ISSN 0352-7751. - God. 34, br. 3

(2004), str. 195-203.